# Stephen Robertson
Stephen Robertson (ca. 1974 - 10 november 2011) was een Australisch waterskiër.

## Levensloop
Robertson werd tweemaal wereldkampioen in de Formule 1 van het waterski racing. Daarnaast behaalde hij tweemaal zilver op het WK.
In november 2011 kwam hij om het leven tijdens een training met Chris Stout op de Hawkesbury voor de 50e Bridge to Bridge Ski Race.
Zijn broer Paul was eveneens actief in het waterskiën.

## Palmares
- Wereldkampioenschap Formule 1: 1999 en 2001
- Wereldkampioenschap Formule 1: 1997 en 2003
- Diamond Race: 2002